# Snake River Conspiracy
Snake River Conspiracy war eine Band, die in San Francisco von Jason Slater und Eric Valentine gegründet wurde.

## Geschichte
Snake River Conspiracy wurde im Jahr 1996 ursprünglich als Musikprojekt des früheren Third-Eye-Blind-Musikers Jason Slater und des Songwriters/Produzenten Eric Valentine gegründet.
Die Musiker engagierten die frühere Stripperin Tobey Torres als Sängerin und unterschrieben 1998 einen Plattenvertrag bei Interscope Records, obwohl die Gruppe bis zu diesem Zeitpunkt lediglich eine Demo mit zwei Liedern vorzuweisen hatte. Eric Valentine verließ die Band, um sich auf seine Karriere als Musikproduzent konzentrieren zu können. Aufgrund von Problemen zwischen den Musikern und dem Label wechselte die Gruppe zunächst zu Elektra Records, später zu Reprise Records.
Im Oktober des Jahres 1999 erschien mit Vulcan eine Single-EP, die vom New Musical Express zur „Single der Woche“ gekürt wurde. Im Sommer des Jahres 2000 folgte mit Sonic Jihad die Herausgabe ihres Debütalbums. Snake River Conspiracy veröffentlichten im gleichen Jahr eine Coverversion des The-Smiths-Liedes How Soon Is Now?, mit welchem die Gruppe erstmals Charterfolge in den Vereinigten Staaten feiern konnte. Das Lied wurde 2001 exklusiv für den britischen Markt neu aufgelegt und erreichte eine Notierung auf Platz 83 in den britischen Singlecharts.
Aufgrund schlechter Verkaufszahlen ihres Debütalbums trennte sich die Band im Jahr 2002 von Reprise Records. Die Band kündigte an, an ihrem zweiten Album zu arbeiten, welches aufgrund von Diskrepanzen zwischen den Musikern und den daraus resultierenden Besetzungswechseln zunächst verzögert wurde. So wurden unter anderem der Schlagzeuger Bobby Hewitt und etwas später die Sängerin Torres aus der Band geworfen. Letztere wurde durch Martina Axén von Drain STH ersetzt. Bereits im Folgejahr verließ Axén die Gruppe wieder und Torres kehrte zur Gruppe zurück. Ein Jahr später, im September 2006, verkündete Torres ihren abermaligen Ausstieg. Dies hatte zur Folge, dass sich die Gruppe im Jahr 2006 schließlich trennte.
Im Jahr 2012 nahm Slater die Arbeiten an dem Material für das zweite Album der Gruppe wieder auf. Torres und Mitchell Doran gründeten im gleichen Jahr ihr eigenes musikalisches Projekt unter dem Namen Mojave Phone Booth. Im Jahr 2016 konnte Slater dank Doran wieder Kontakt zu Torres knüpfen und beide von einer Rücckehr zur Gruppe überzeugen. Allerdings verzögerten sich die Arbeiten aufgrund Slaters schlechtem Gesundheitszustand erneut. Jason Slater starb im Dezember 2020 an Leberversagen im Alter von 49 Jahren. Dies hatte die zweite Auflösung des Projektes zur Folge.
Im Juli des Jahres 2022 gab Tobey Torres auf ihrem Instagram-Account bekannt, dass die Gruppe an neuer Musik arbeite, welches im Laufe des Jahres 2023 veröffentlicht werden soll. Im November gleichen Jahres beschuldigte Doran Slater, dass er Kompositionen, die während des Schreibprozesses für das zweite Album von anderen ehemaligen Mitgliedern der Band geschrieben wurden, gestohlen und bei Produktionen für andere Bands, unter anderem für Queensrÿche, genutzt habe.

## Musik
Die Musik von Snake River Conspiracy wurde auf dem Debütalbum Sonic Jihad mit Garbage verglichen. Dabei wechseln sich ein lasziver Sound mit zarten Melodien und kalten Klängen abwechseln, während die Einschübe von Industrial-Einflüssen als pseudomäßig beschrieben werden. Der Gesang von Tobey Torres, die vor ihrer musikalischen Karriere als Stripperin arbeitete, wurde eine gute Stimme attestiert, „die einem zart streicheln, aber auch hart in die Magengrube treten kann.“ Laut Thorsten Thiel von Plattentests.de versuche die Gruppe auf dem Album Metal, Pop und Industrial miteinander zu vermischen. Er machte in Lied Oh Well Nine Inch Nails und deren Sänger Trent Reznor als musikalische Inspiration aus.
Sängerin Tobey Torres bezeichnete sich in einem Interview mit Gästeliste.de einst als eine Mischung aus Trent Reznor und Siouxsie. Torres gab im gleichen Interview preis ein großer Fan von The Smiths zu sein und deren Sänger Morrissey neben Siouxsie ihr musikalische Vorbild ist.

## Diskografie
- 1999: Vulcan (EP)
- 2000: Sonic Jihad (Album, Reprise Records)
- 2000: Smells Like Teen Punk Meat (Single)